# Jouster Merke
De Jouster Merke is een jaarmarkt die sinds 1482 op de vierde donderdag in september gehouden wordt in de Friese plaats Joure. Deze jaarmarkt wordt gehouden rondom de verjaardag van Sint Matteüs die tevens de patroonheilige is van de katholieke kerk aldaar. Het recht op een jaarmarkt verkreeg Joure in 1482, als aanvulling op het al in 1466 verworven weekmarktsrecht. Deze jaarmarkt wordt sinds 1482 onafgebroken gevierd  en werd gehouden bij de molen die destijds aan de Groene Dijk stond. Later verhuisde de markt naar de omgeving van de Tolhuisbrug. Daarmee is de Jouster Merke de oudste onafgebroken veemarkt en in het bijzonder paardenmarkt van Europa en mogelijk van de wereld.
Tijdens de Jouster Merke staan er vele kramen in de Midstraat, de winkelstraat van Joure, en de omliggende straten. Centraal stond in vroeger tijden een veemarkt. Vandaag de dag is hier nog slechts een klein deel van over. Wel vindt een jaarlijkse paardenveiling plaats in een manege aan de rand van Joure. Ook vindt er al meer dan 50 jaar een landbouwtentoonstelling plaats, genaamd de Agrarische Schouw. Tevens is de jaarlijkse kermis in Joure aan Jouster Merke verbonden. De attracties worden geplaatst op de parkeerplaats aan de Sinnebuorren, dat achter de Midstraat gelegen is.
Het is (voor zover bekend) de langstlopende jaarmarkt ter wereld.